# شلماش
شلماش هي قرية في مقاطعة سردشت، إيران. يقدر عدد سكانها بـ 201 نسمة بحسب إحصاء 2016.